# Wspinaczka sportowa na Igrzyskach Europejskich 2023
Wspinaczka sportowa na Igrzyskach Europejskich 2023 – rywalizacja we wspinaczce sportowej na Igrzyskach Europejskich 2023, która odbyła się w dniach 22-25 czerwca 2023 roku na terenie kampusu Akademii Tarnowskiej  w Tarnowie. Rozegranych zostało sześć konkurencji: bouldering, prowadzenie oraz wspinaczka na czas, w kategorii kobiet i mężczyzn.

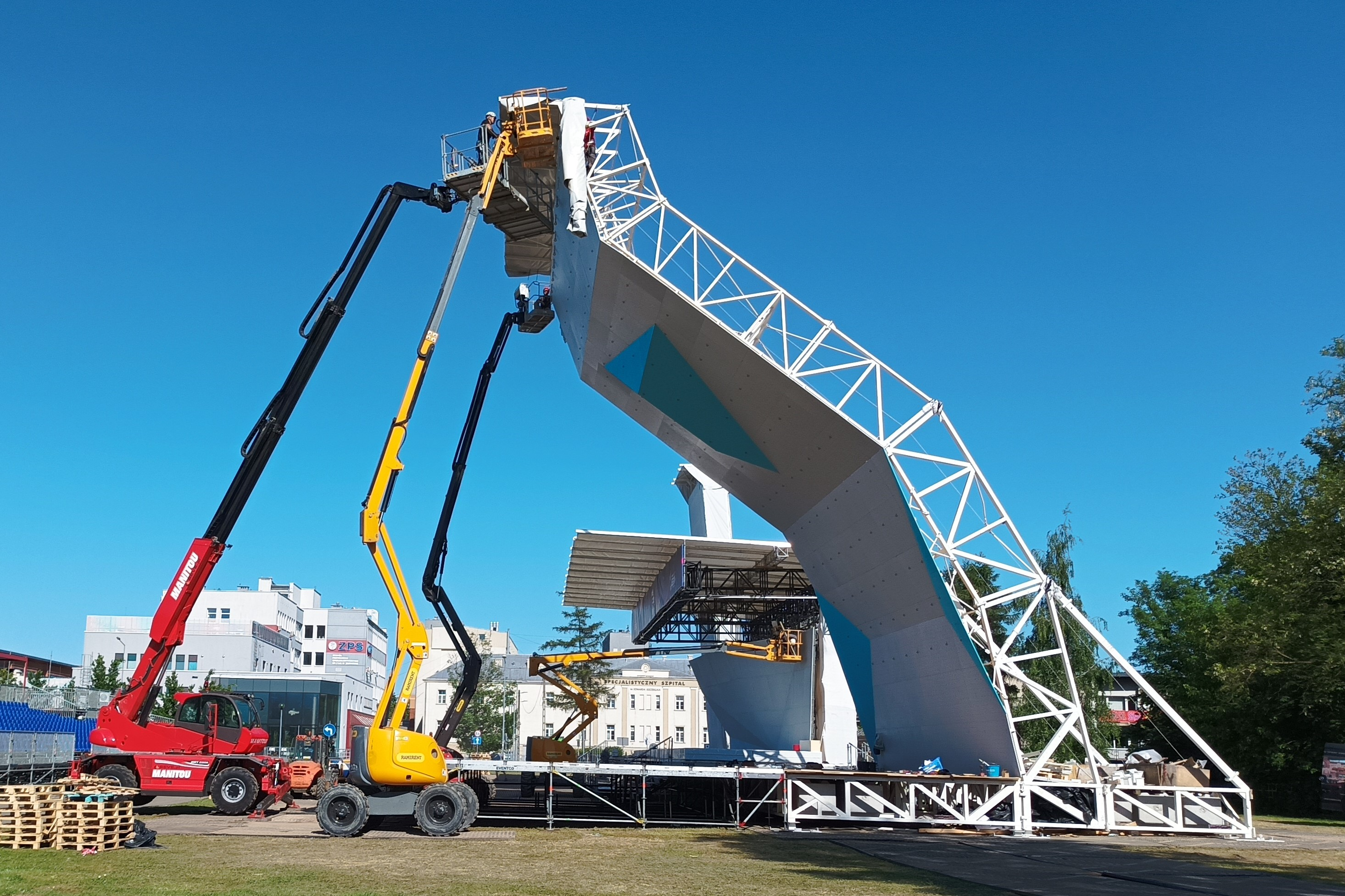
Montaż ścianek do wspinaczki na terenie kampusu Akademii Tarnowskiej na zawody Igrzysk Europejskich 2023

## Medaliści i medalistki

### Mężczyźni

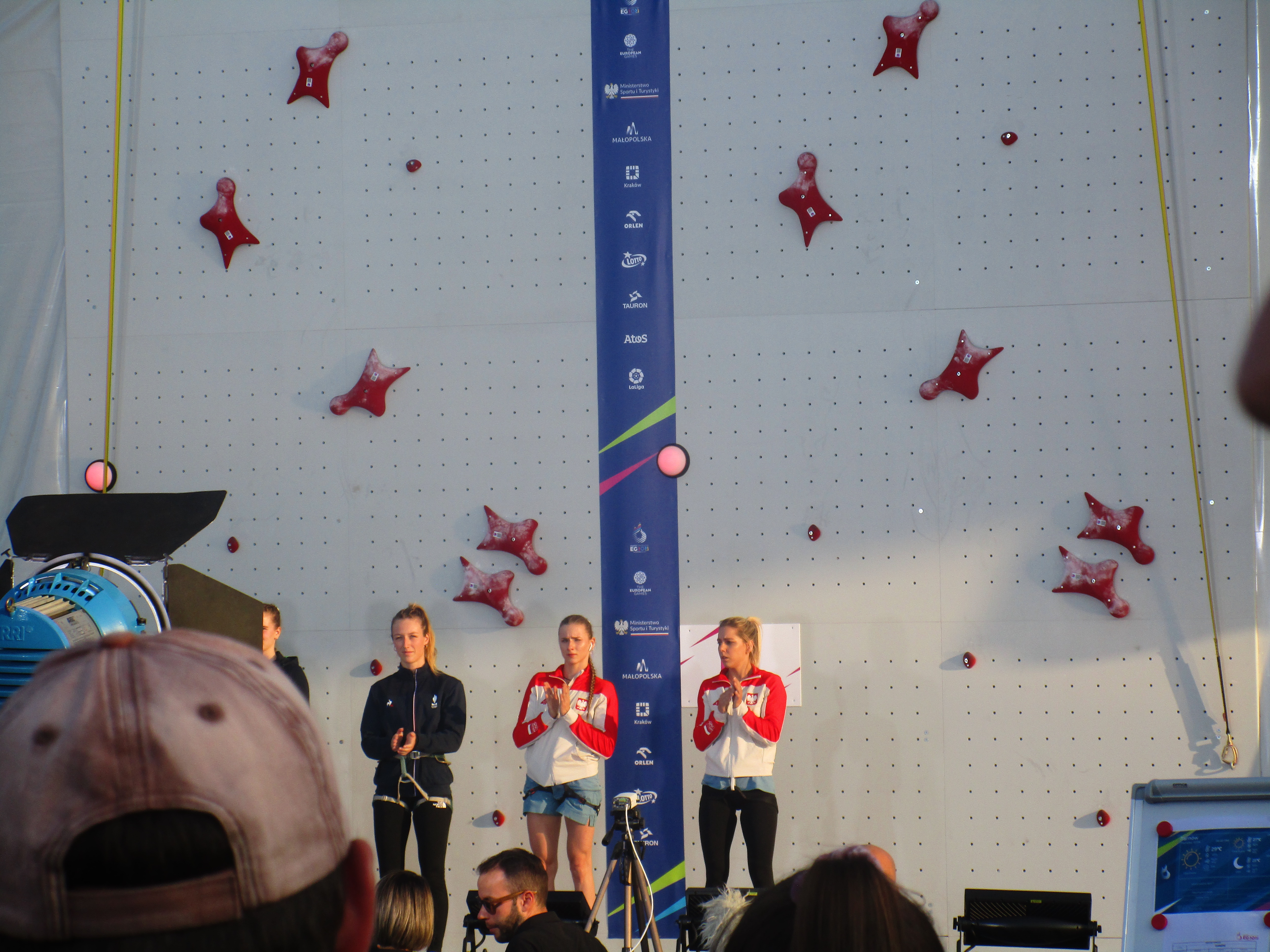
Medalistki w konkurencji wspinaczka na czas

| Konkurencja        | Złoto           | Srebro           | Brąz            |
| Bouldering         | Thomas Lemagner | Edvards Gruzitis | Julien Clemence |
| Prowadzenie        | Diego Fourbet   | Giorgio Tomatis  | Mathias Posch   |
| Wspinaczka na czas | Lukas Knapp     | Marceau Garnier  | Marcin Dzieński |

### Kobiety
| Konkurencja        | Złoto           | Srebro              | Brąz             |
| Bouldering         | Zélia Avezou    | Giulia Medici       | Lucija Tarkus    |
| Prowadzenie        | Camille Pouget  | Zélia Avezou        | Tereza Širůčková |
| Wspinaczka na czas | Natalia Kałucka | Aleksandra Mirosław | Beatrice Colli   |

## Klasyfikacja medalowa
*   Gospodarz ( Polska)
| Miejsce | Reprezentacja | Złoto | Srebro | Brąz | Razem |
| ------- | ------------- | ----- | ------ | ---- | ----- |
| 1       | Francja       | 4     | 2      | 0    | 6     |
| 2       | Polska*       | 1     | 1      | 1    | 3     |
| 3       | Austria       | 1     | 0      | 1    | 2     |
| 4       | Włochy        | 0     | 2      | 1    | 3     |
| 5       | Łotwa         | 0     | 1      | 0    | 1     |
| 6       | Czechy        | 0     | 0      | 1    | 1     |
| 6       | Słowenia      | 0     | 0      | 1    | 1     |
| 6       | Szwajcaria    | 0     | 0      | 1    | 1     |
| Razem   | Razem         | 6     | 6      | 6    | 18    |